# Niebieski szlak turystyczny Wąchock – Cedzyna
 Niebieski szlak turystyczny Wąchock – Cedzyna – szlak turystyczny na terenie Gór Świętokrzyskich.

## Opis szlaku
W Ciekotach obok pętli autobusów miejskich z Kielc szlak zbacza w lewo na Żeromszczyznę. To część miejscowości, gdzie znajdował się rodzinny dom Stefana Żeromskiego. Na miejscu dawnego dworku umieszczono płytę upamiętniającą pisarza oraz obelisk z wyrytym cytatem z „Puszczy Jodłowej”:
Każda trudna, duża i ciężka praca mierzy się w mej wyobraźni na wysokości góry Radostowej. Jestem oto u jej podnóża i widzę już mój kres, mój cel, rodzinny dom.
Do walorów Żeromszczyzny należy jej parkowy charakter. Niewielki zalew na Lubrzance i pobliskie drzewa sprzyjają odpoczynkowi. W pobliżu znajduje się mała gastronomia oraz scena letnia.

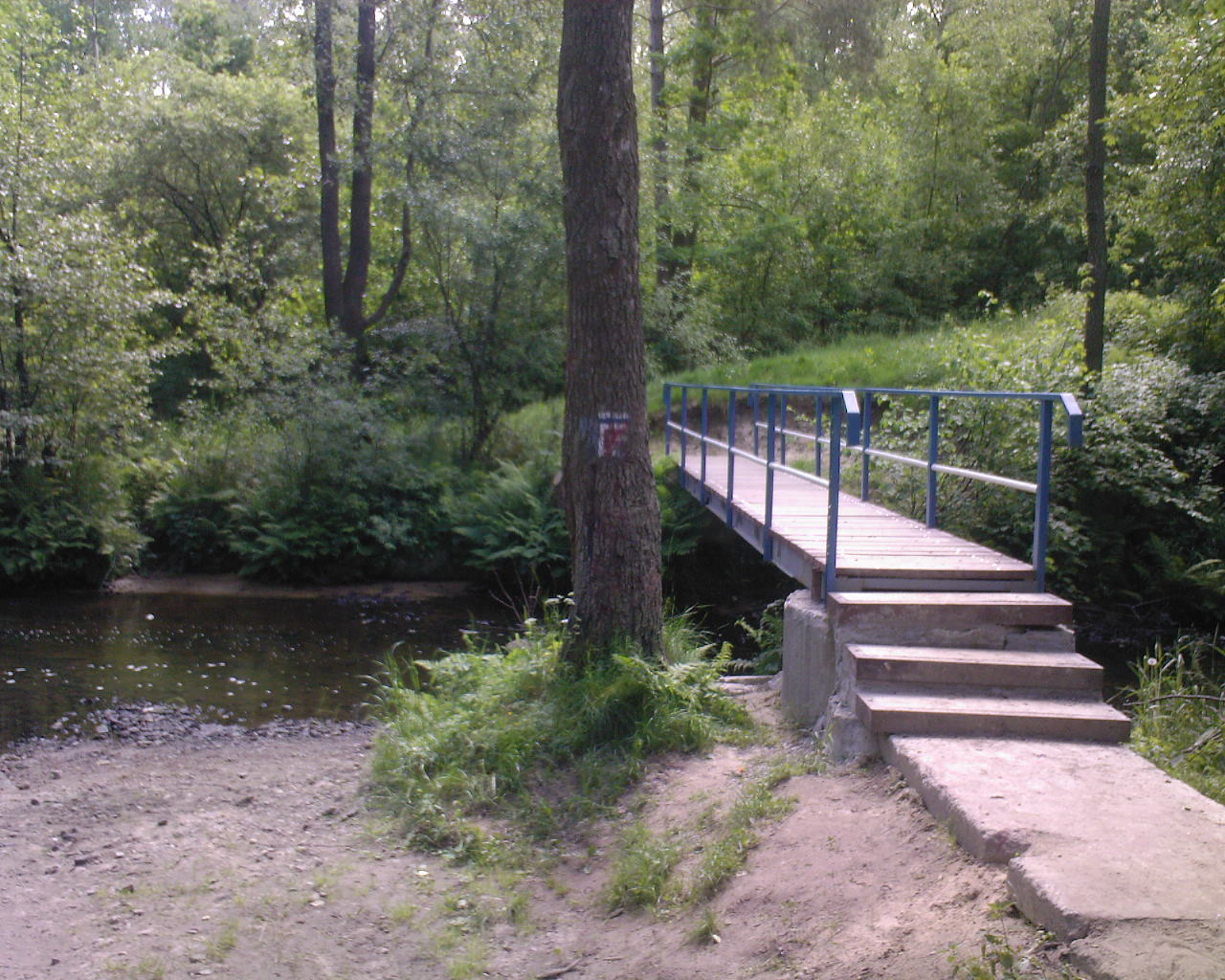
Lubrzanka. Krzyżowanie szlaków

Opuszczając Żeromszczyznę, szlak przecina dolinę rzeki i zmierza w stronę Radostowej. Poza ostatnimi zabudowaniami wsi Ciekoty droga asfaltowa przechodzi w gruntową, która po kilkuset metrach zbacza w kierunku kładki na Lubrzance. Tutaj szlak spotyka się z  Głównym Szlakiem Świętokrzyskim im. Edmunda Massalskiego, w przeciwnym kierunku prowadzącym na szczyt Radostowej. Biegną one razem przez pobliską łąkę do Ameliówki i dalej szosą w kierunku Mąchocic Kapitulnych wzdłuż przełomu Lubrzanki. Jeszcze przed Mąchocicami Kapitulnymi szlak czerwony odbija w prawo na szczyt Dąbrówki, niebieski natomiast mija pętlę autobusu miejskiego z Kielc linii 10 i coraz wyżej nadal biegnie wzdłuż szosy.
Na skrzyżowaniu w Mąchocicach szlak skręca na zachód w prawo, w kierunku Masłowa Pierwszego i Kielc, by następnie na skraju miejscowości, tuż za ostatnimi zabudowaniami, odbić od szosy w lewo, na południe. Wiodąc polną drogą, zmierza na zachód i ponownie na południe w kierunku zalewu w Cedzynie. Tutaj, w lesie, schodzi w dół i zbiega się z wyłożoną betonowymi płytami drogą biegnącą wzdłuż linii brzegowej zalewu. W rzadkim, sosnowym zagajniku, szlak odłącza się od drogi bitej i prowadzi dalej słabo oznaczoną leśną ścieżką, prowadzącą pobliską skarpą do drewnianego mostku na Lubrzance. Tam po raz kolejny przecina rzekę i drogą polną kieruje się do swojego końca w kierunku tamy w Cedzynie.

## Przebieg szlaku
| Odległość | Atrakcje                                     | Punkt                              | Skrzyżowania szlaków                                                         |
| --------- | -------------------------------------------- | ---------------------------------- | ---------------------------------------------------------------------------- |
| 0,0 km    | klasztor · kościół · cmentarz żydowski       | Wąchock PKP                        | Skarżysko-Kamienna – Kałków                                                  |
| 1,0 km    |                                              | Wąchock MZK, PKS                   |                                                                              |
| 2,5 km    | pomnik                                       | Rataje                             |                                                                              |
| 5,0 km    | pomnik                                       | Polana Langiewicza                 | Starachowice – Wykus                                                         |
| 10,0 km   | kaplica · pomnik · rezerwat roślinny         | Wykus                              | Starachowice – Wykus Skarżysko Zachodnie – Wykus                             |
|           | rezerwat roślinny                            | Rezerwat przyrody Góra Sieradowska |                                                                              |
| 17,0 km   |                                              | Sieradowice Drugie                 |                                                                              |
|           |                                              | Parcele                            |                                                                              |
|           |                                              | Śniadka Druga                      |                                                                              |
|           |                                              | Sieradowice Pierwsze               |                                                                              |
| 20,0 km   | zamek · kościół · zabytek · ruiny · cmentarz | Bodzentyn                          | Starachowice – Łączna                                                        |
| 22,5 km   | wąwóz · cmentarz żydowski                    | Miejska Góra                       |                                                                              |
| 28,5 km   | klasztor · kościół · kaplica · źródło        | Święta Katarzyna                   | Główny Szlak Świętokrzyski im. Edmunda Massalskiego                          |
| 29,5 km   |                                              | Krajno-Zagórze Drugie              |                                                                              |
| 34,5 km   | pomnik                                       | Ciekoty PKS, MPK                   |                                                                              |
| 36,5 km   |                                              | Ameliówka                          | Główny Szlak Świętokrzyskiłówny Szlak Świętokrzyski im. Edmunda Massalskiego |
| 37,5 km   |                                              | Ameliówka PKS, MPK                 |                                                                              |
| 39,0 km   |                                              | Mąchocice Kapitulne PKS, MPK       |                                                                              |
| 45,5 km   |                                              | Cedzyna MPK, PKS                   |                                                                              |

## Galeria

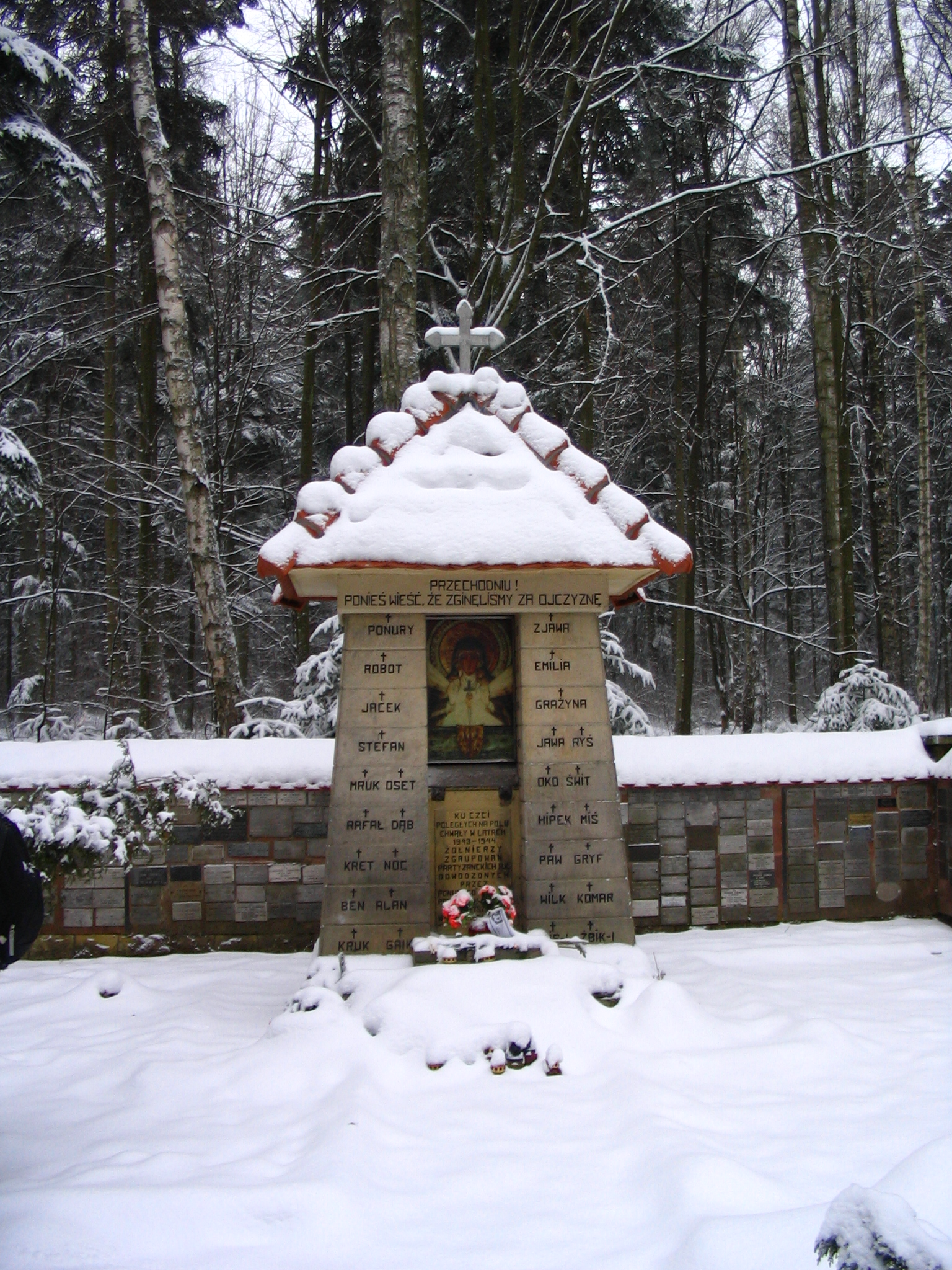
Kapliczka upamiętniająca powstańców na Wykusie
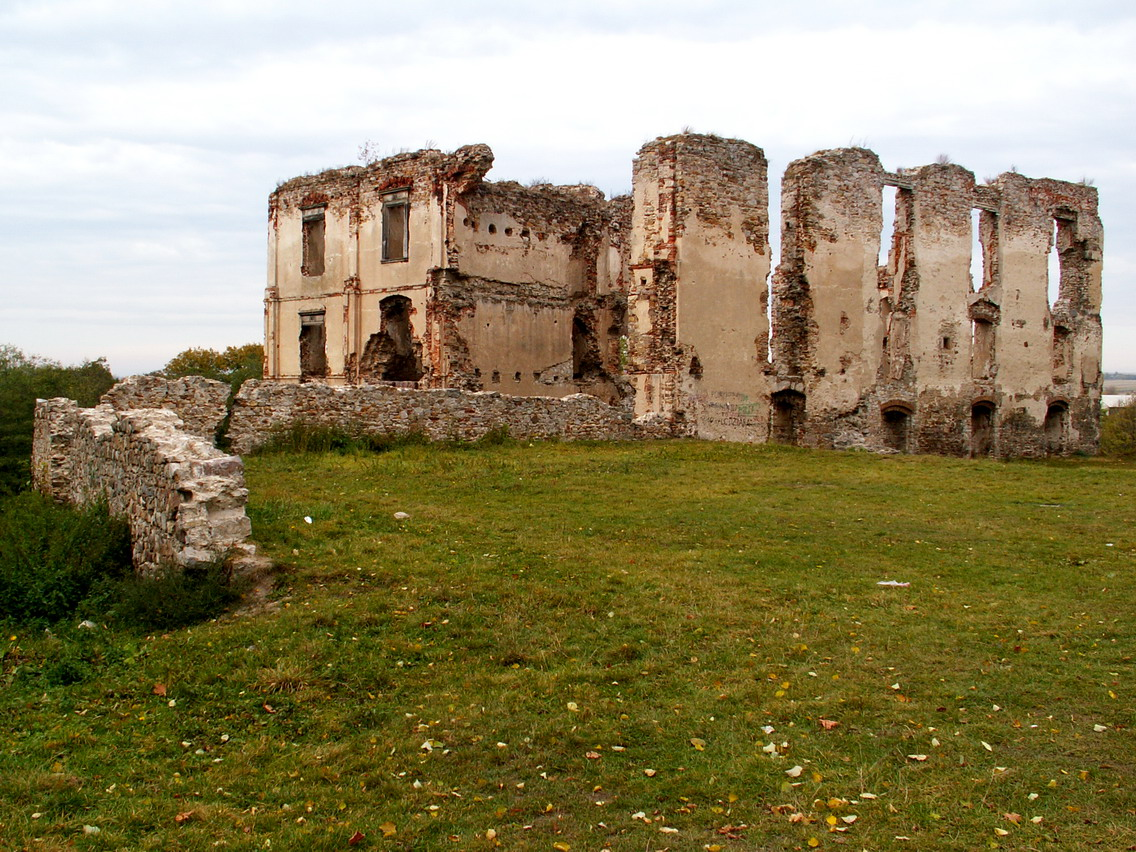
Ruiny zamku w Bodzentynie
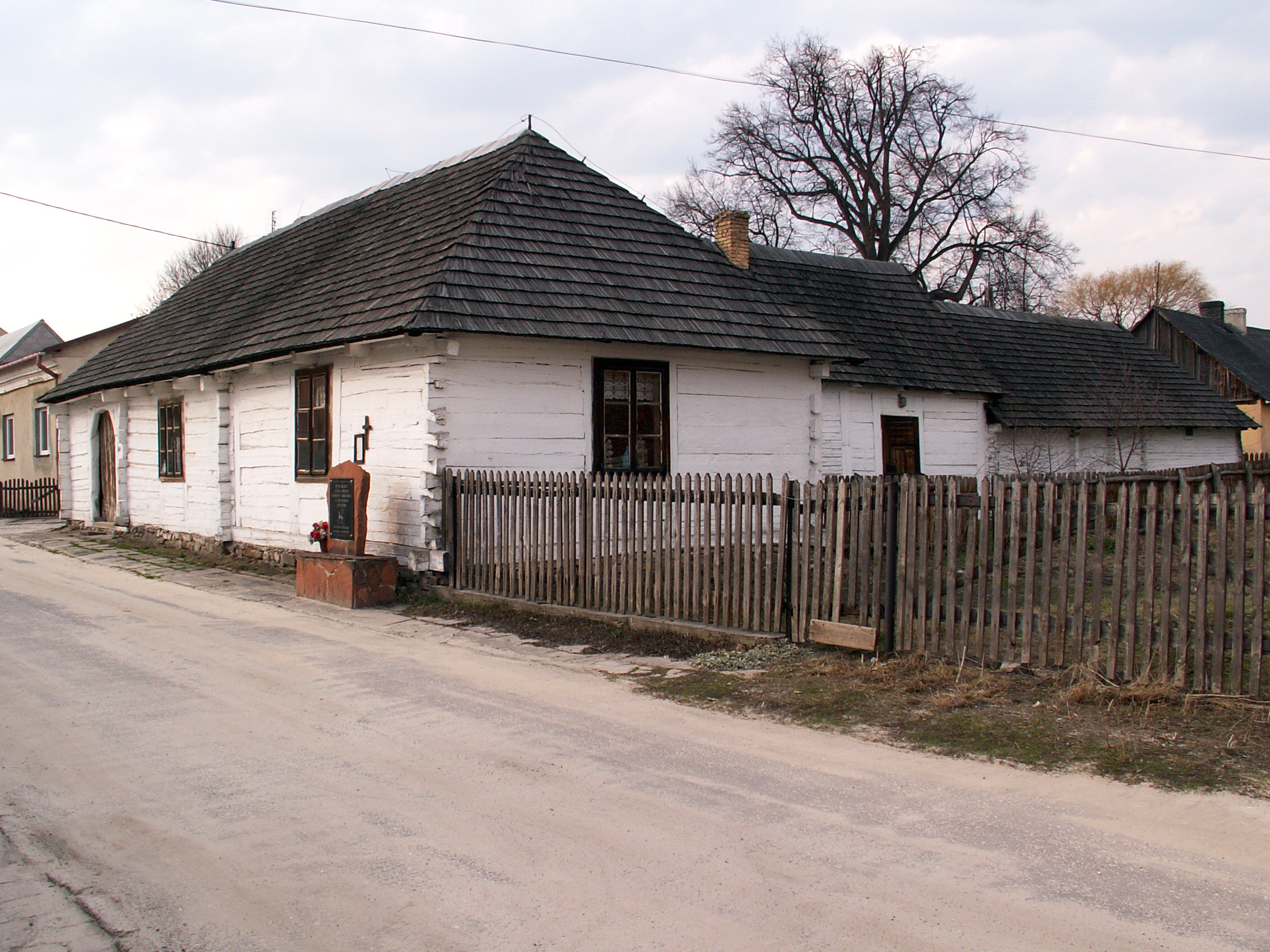
Zabytkowa zagroda Czernikiewiczów w Bodzentynie
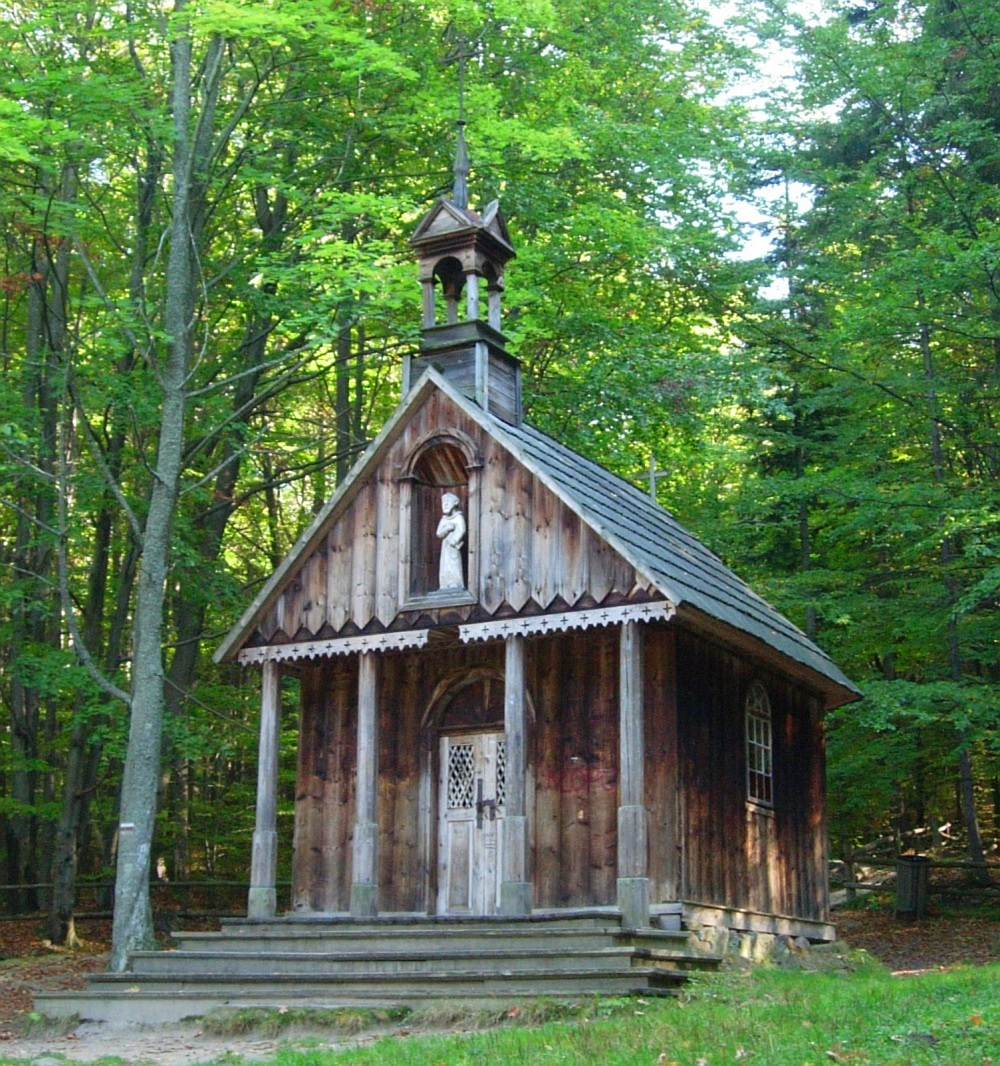
Kapliczka św. Franciszka w Świętej Katarzynie
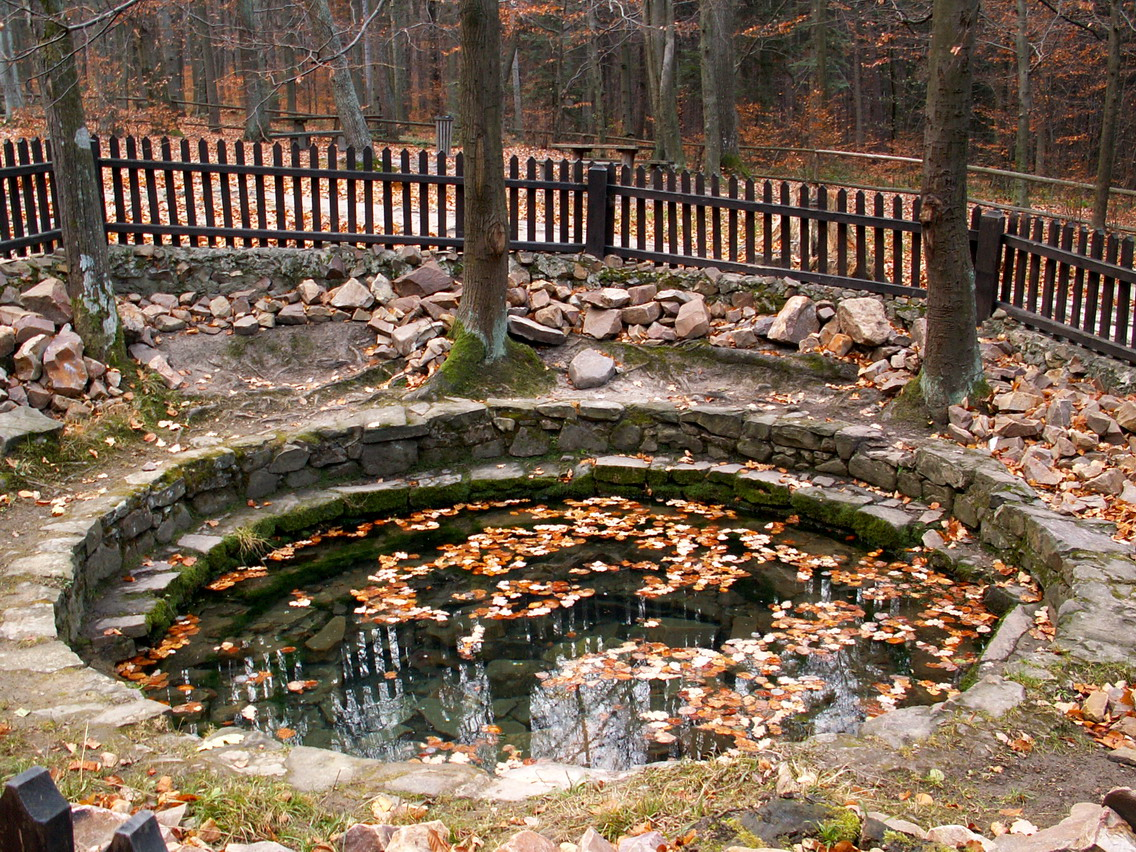
Źródełko św. Franciszka w Świętej Katarzynie